# 代議院 (イタリア)

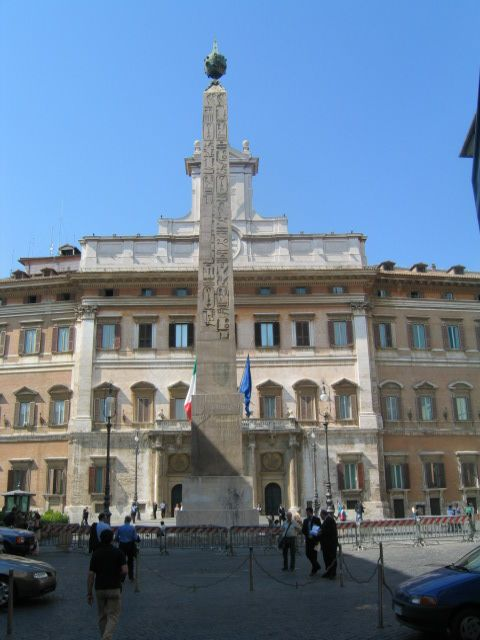
モンテチトーリオ宮殿

代議院（だいぎいん、イタリア語: Camera dei Deputati）は、イタリア共和国の議会を構成する議院のひとつで、下院に相当する。任期は5年。

## 選挙制度
2017年10月、ポピュリズム政党である「五つ星運動」が過半数を制する事態が懸念されたことを背景に、プレミアム制を柱とする選挙制度は廃止され、小選挙区比例代表並立制に改正された。また、2020年に実施されたイタリア共和国憲法第56条、57条、59条の改正で、定数が630（国内選挙区618、国外在住者選挙区12）から400に削減された。

### 旧選挙制度（2005-2017年）
- 拘束名簿式比例代表制 - ヴァッレ・ダオスタ州選挙区・国外在住者選挙区を除く26選挙区

議席を得るためには単独政党で全国平均得票率4％以上、政党連合は得票率10％以上且つ構成政党の少なくとも一つの政党得票が2％以上であることが必要。
- 単純小選挙区制 - ヴァッレ・ダオスタ州選挙区
- 非拘束名簿式比例代表制 - 国外在住者選挙区

#### プレミアム制
小党乱立の事態を避ける目的で、選挙の結果第１党が過半数を獲得できなくても自動的に過半数勢力を与える制度。まず政党及び政党連合の全国得票で配分議席（ヴァッレ・ダオスタを除いた26選挙区617議席）を決定するが、最多得票政党（または候補者名簿連合）の獲得議席が340議席に達しなかった場合、340議席を配分される。残りの277議席を2位以下の政党及び政党連合にヘアー式最大剰余方法で配分する。

## 代議院選挙
- 第1回 - 1948年4月18日
- 第2回 - 1953年6月7日
- 第3回 - 1958年5月28日
- 第4回 - 1963年4月28日
- 第5回 - 1968年5月19日
- 第6回 - 1972年5月7日
- 第7回 - 1976年6月20日
- 第8回 - 1979年6月3日
- 第9回 - 1983年6月26日
- 第10回 - 1987年6月14日
- 第11回 - 1992年4月5日
- 第12回 - 1994年3月27日
- 第13回 - 1996年4月21日
- 第14回 - 2001年5月13日
- 第15回 - 2006年4月9〜10日
- 第16回 - 2008年4月13〜14日
- 第17回 - 2013年2月24日〜25日
- 第18回 - 2018年3月4日
- 第19回 - 2022年9月25日